# Haruka Tono
Pour les articles homonymes, voir Tono (homonymie).
Haruka Tono (遠野 遥), né en 22 août 1991 à Fujisawa, est un romancier japonais, lauréat du prix Akutagawa pour Hakyoku et du prix Bungei pour Kairyō. 

## Biographie
Né le 22 août 1991 dans la ville de Fujisawa, il est le fils du chanteur japonais Atsushi Sakurai (en). Il est diplômé de la Faculté de droit de l'université Keiō et commence à écrire des romans à l'université. Il fait ses débuts en 2019 avec Kairyō, qui remporte le 56e prix Bungei. En 2020, il remporte le 163e prix de littérature Akutagawa pour son deuxième roman, Hakyoku.

## Œuvres
- (ja) Tōno Haruka, Kairyō [« 改良 »] [« Accomplissement »],‎ 2019
- (ja) Tōno Haruka, Hakyoku [« 破局 »] [« Catastrophe »],‎ 2020